# Civiljägmästare
Civiljägmästare var examenstitel i Sverige för utexaminerade från Skogshögskolan under perioden 1932-1976. Titeln motsvaras av dagens jägmästare.